# Maria Staniewicz
Maria Staniewicz (spotykana pisownia Marja Staniewiczówna, ur. 1845 w guberni mińskiej) – polska działaczka narodowa i oświatowa.

## Życiorys
W czasie powstania styczniowego, wraz z matką Henryką Staniewicz z Rogowskich, wspierała powstańców w guberni mińskiej. Dom Staniewiczów w Mińsku był miejscem powstańczych prac organizacyjnych. Bracia Marii: Aleksander, Kazimierz i Henryk, walczyli w oddziałach powstańczych. W celu niesienia pomocy powstańcom wyprzedały swoje rzeczy. Wraz z matką prowadziła tajną polską szkołę dla dzieci w Mińsku.
Dom Staniewiczów był pod obserwacją władz carskich. Podczas rewizji władze śledcze przechwyciły część dokumentów, których nie zdążyła spalić. Aresztowano i osadzono ją wraz z matką w więzieniu w Mińsku. Do sądu przybyła w zakazanym czarnym polskim stroju. Nie przyjęła obrońcy. Nikogo nie wydała i nie ujawniła żadnych faktów. Wygłosiła poruszającą mowę obrończą, która zrobiła ogromne wrażenie na sędziach i obecnych w sądzie. Na propozycję sądu, aby podpisała zeznanie, że wszystko, co robiła to było za namową starszych i żałuje bardzo tego, co zrobiła, a zostanie uwolniona, odpowiedziała: „…Polki nie trzeba uczyć, co ma czynić i że raz uwolniona czyniłaby to samo, pomagając walce o prawa ludzkie…”.
Wyrokiem sądu polowego z 9 maja 1864 roku dziewiętnastoletnia Maria Staniewicz została skazana wraz z matką na dożywotnie zesłanie na Sybir.
Zachorowała i zmarła w czasie drogi na zesłanie w mieście Perm.